# Arcturellina abyssicola
Arcturellina abyssicola is een tweekleppigensoort uit de familie van de Carditidae. De wetenschappelijke naam van de soort is voor het eerst geldig gepubliceerd in 1845 door Hinds.